# Meral Okay
Meral Okay (nacida como Meral Katı, Ankara, 20 de septiembre de 1959 – Estambul, 9 de abril de 2012) fue una actriz, productora de cine, escritora y guionista turca.

## Biografía
Segunda hija del juez militar Ata Katı, durante su niñez viajó por Turquía junto a su familia debido a las obligaciones de su padre. Tras completar sus estudios secundarios en un instituto en Ankara, comenzó a trabajar en la agencia gubernamental Toprak Mahsulleri Ofisi (TMO).
Durante el Golpe de Estado en Turquía de 1980, era miembro del Partido de los Trabajadores (TIP) y portavoz del sindicato en su lugar de trabajo.
En 1983, Meral Katı se trasladó a Estambul para ingresar al diario Günaydın. Más tarde, contribuido a la fundación de la compañía editorial İletişim, y formó parte del equipo que preparó la edición turca de la revista Playboy.
Contrajo matrimonio en 1984 con el actor de cine y teatro Yaman Okay, a quien conoció en Ankara. Gracias al trabajo de su esposo, pudo ingresar al mundo del cine.

### Carrera
Maral llegó a ser conocida por sus roles en varias películas y series de televisión turcas. Además, produjo la serie İkinci Bahar entre 1998 y 2001. Para uno de sus últimos proyectos, Okay trabajó como guionista principal para la telenovela histórica, Muhteşem Yüzyıl, basada en la vida del sultán otomano Solimán el Magnífico.

### Vida familiar
Su esposo Yaman Okay falleció en 1993 en la edad de 41 años por un cáncer pancreático. Durante el verano de 2011, Meral fue diagnosticada con cáncer de pulmón que la llevó a la muerte por complicaciones de la enfermedad el 9 de abril de 2012, a la edad de 52 años. Su funeral religioso fue en la Mezquita de Bebek, siendo sepultada junto a la tumba de su marido en el Cementerio Zincirlikuyu.
Por su rol en la película Beynelmilel, recibió el premio a la mejor actriz de reparto en el International Adana Golden Boll Film Festival de 2007.

## Obras

### Como actriz
- Seni Seviyorum Rosa (1992), película
- Yeditepe İstanbul (2001), película
- İkinci Bahar (1998–2001), serie de televisión
- Beynelmilel (2006), película
- Bir Bulut Olsam (2009),  serie de televisión

### Como guionista
- Hiçbiryerde (2001), película
- Yeditepe İstanbul (2001), película
- Asmalı Konak con Mahinur Ergun (2002-2004), serie de televisión
- Bir Bulut Olsam (2009), serie de televisión
- Muhteşem Yüzyıl (2011–2012), serie de televisión

### Otros
- Propaganda (1999) – relaciones públicas
- Yarın Geç Olmayacak (2000) – productora
- İstanbul Şahidimdir (2004) – diseñadora de proyecto
- Körfez Comióşi (2005) – asesora de proyecto
- Beynelmilel (2006) – coordinadora de producción

## Premios
- Mejor actriz de reparto en el Altın Koza Film Festivali de 2007 por Beynelmilel.
- Mejor actriz de reparto en Premios Sinema Yazarları Derneği de 2002 por Hiçbiryerde.